# Richard Jungclaus
Richard Jungclaus (Freiburg (Elbe), 17 maart 1905 - Zavidovići, 14 april 1945) was een Duitse SS-Gruppenführer (generaal-majoor) en Generalleutnant in de politie. Hij was ook HSSPF België en Noord-Frankrijk (Höherer SS- und Polizeiführer). 

## Levensloop
Jungclaus was de zoon van een koopman. Na de lagere en middelbare school, volgde hij een opleiding tot textielkoopman en nam de handelszaak van zijn vader over. In 1930 werd hij lid van de SA en van de NSDAP en wisselde in 1931 van SA naar de SS. Vanaf 1934 was hij hoofdzakelijk voor de SS in verschillende functies werkzaam, onder andere van 1 oktober 1937 tot 14 november 1938 als commandant van het 12. SS-Standarte in Nedersaksen en aansluitend tot april 1942 als commandant van de SS-Abschnitte IV
Van augustus 1940 tot april 1942 was hij als adviseur bij de Nederlandsche SS werkzaam, vervolgens van 1 april 1942 tot 31 juli 1944 als leider van de "Dienststelle Jungclaus" in Brussel, en als gevolmachtigde van Heinrich Himmler voor Volkstumsfragen und zur Betreuung der flämischen SS. Hij moest er de overname van het bestuur over België en Noord-Frankrijk bewerkstelligen van de Wehrmacht naar de SS, maar hij stootte op de hardnekkige tegenstand van generaal Alexander von Falkenhausen en van de leider van het militair bestuur Eggert Reeder. Hij moest zich derhalve beperken tot tussenkomsten waar de SS bevoegdheid voor had. Dit hield de contacten in  met het VNV en met de DeVlag, de leiding over militaire en paramilitaire eenheden, zoals de SS, de Algemene SS-Vlaanderen, de SS-Wallonië en de Gestapo.
Vanaf 18 juli 1944, datum waarop de 'Militärverwaltung' in België werd opgeheven en vervangen werd door een 'Zivilverwaltung', met aan het hoofd Reichskommissar Grohé, was Jungclaus tot 16 september 1944 de op een na hoogste autoriteit als HSSPF (Höherer SS- und Polizeiführer) België en Noord-Frankrijk, en vanaf 14 augustus 1944 ook als Wehrmachtbefehlshaber voor België-Noord-Frankrijk. 
Toen na de landing in Normandië de geallieerde troepen Brussel naderden, beval Jungclaus dat er 5000 politieke gevangenen als gijzelaars naar Duitsland moesten worden gedeporteerd. Op 3 september stopte hij echter de inmiddels begonnen deportatie, en beval dat de gevangenen aan het Rode Kruis moesten overgedragen worden. Dit was het gevolg van een tussenkomst door de chirurg Werner Wachsmuth die pleitte om de beperkte transportmogelijkheden voor te behouden voor de evacuatie van Duitse gewonden. Na het inwilligen van de vraag van Wachsmuth werd Jungclaus ervan beschuldigd de evacuatie van de Duitse troepen gebrekkig te hebben georganiseerd. Hij trok zich begin september op eigen initiatief terug in Hasselt, waar Himmler hem op 16 september 1944 persoonlijk de levieten kwam lezen en hem degradeerde tot SS-Hauptsturmführer in de Waffen-SS. Hij werd ingelijfd in een gevechtseenheid en naar Joegoslavië gestuurd. Op 14 april 1945 sneuvelde hij tijdens gevechtsacties met de 7. SS-Freiwilligen-Gebirgs-Division Prinz Eugen in Joegoslavië.

## Familie
Jungclaus trouwde op 10 juli 1934 met Friederike Renninghoff (geboren 14 oktober 1910 in Hamm/Westfalen), het echtpaar kreeg één zoon (19 mei 1937-27 december 1944?) en drie dochters(14 februari 1936, 13 januari 1940 en 10 oktober 1943). 

## Carrière
Jungclaus bekleedde verschillende rangen in zowel de Allgemeine-SS als Waffen-SS. De volgende tabel laat zien dat de bevorderingen niet synchroon liepen.
| Datums                          | Sturmabteilung | Allgemeine-SS          | Heer                                                | Politie                     | Waffen-SS                                   |
| ------------------------------- | -------------- | ---------------------- | --------------------------------------------------- | --------------------------- | ------------------------------------------- |
| 1931                            | SA-Sturmführer | —                      | —                                                   | —                           | —                                           |
| 15 april 1931                   | —              | SS-Anwärter            | —                                                   | —                           | —                                           |
| 6 mei 1931                      | —              | SS-Mann                | —                                                   | —                           | —                                           |
| 29 april 1931                   | —              | SS-Sturmführer         | —                                                   | —                           | —                                           |
| 1 oktober 1932                  | —              | SS-Sturmhauptführer    | —                                                   | —                           | —                                           |
| 17 mei 1935                     | —              | SS-Sturmbannführer     | —                                                   | —                           | —                                           |
| 8 mei 1936                      | —              | —                      | Unterführer-Anwärter                                | —                           | —                                           |
| 9 november 1936                 | —              | SS-Obersturmbannführer | —                                                   | —                           | —                                           |
| 12 september 1937               | —              | SS-Standartenführer    | —                                                   | —                           | —                                           |
| 12 juli 1938                    | —              | —                      | Gefreiter der Reserve und Reserve-Offizier-Anwärter | —                           | —                                           |
| 29 december 1939                | —              | —                      | —                                                   | —                           | SS-Scharführer der Reserve                  |
| 15 januari 1940                 | —              | —                      | —                                                   | —                           | SS-Oberscharführer der Reserve              |
| 9 mei 1940                      | —              | —                      | —                                                   | —                           | SS-Untersturmführer der Reserve (Waffen-SS) |
| 1 oktober 1941                  | —              | SS-Oberführer          | —                                                   | —                           | —                                           |
| 1 augustus 1940                 | —              | —                      | —                                                   | —                           | SS-Obersturmführer der Reserve (Waffen-SS)  |
| 11 april 1942                   | —              | SS-Brigadeführer       | —                                                   | —                           | —                                           |
| 30 juli 1943                    | —              | —                      | —                                                   | Generalmajor der Polizei    | —                                           |
| 9 november 1943                 | —              | SS-Gruppenführer       | —                                                   | Generalleutnant der Polizei | —                                           |
| 16 september 1944(gedegradeerd) | —              | —                      | —                                                   | —                           | SS-Hauptsturmführer der Reserve (Waffen-SS) |

## Lidmaatschapsnummers
- NSDAP-nr.: 305661[9][8][10](lid geworden 1 september 1930[3][7])
- SS-nr.: 7368[8][10][9] (lid geworden 15 april 1931[3])

## Onderscheidingen
- IJzeren Kruis 1939, 2e Klasse[9] in 1941[3][6]
- Kruis voor Oorlogsverdienste, 1e Klasse  en 2e Klasse (zonder zwaarden 20 april 1941) met Zwaarden op 20 april 1943 (beide klassen)[3][6]
- SS-Ehrenring[8] op 1 december 1934[6]
- Ehrendegen des Reichsführers-SS[8] op 1 december 1937[6]
- Dienstonderscheiding van de NSDAP in zilver[3][6]
- Dienstonderscheiding van de SS
- Insigne van de Neurenberger Partijdagen in september 1933[3]
- Insigne van de SA bijeenkomst bij Brunswijk in 1931[3][6]
- Sportinsigne van de SA in brons[3][8] op 1 december 1937[6]
- Rijksinsigne voor Sport in brons[3][8][6]